# 站前廣場 (新竹市)

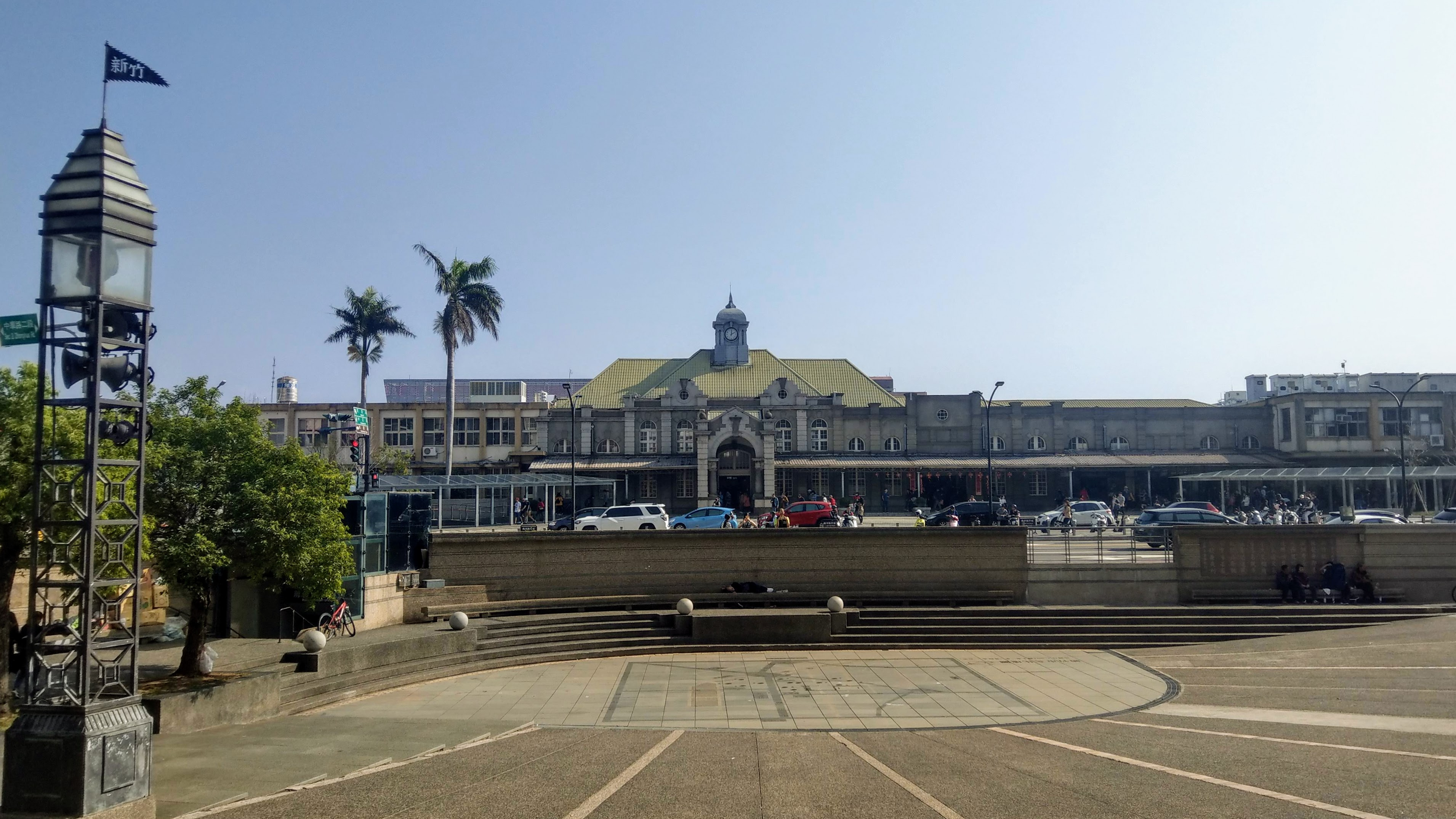

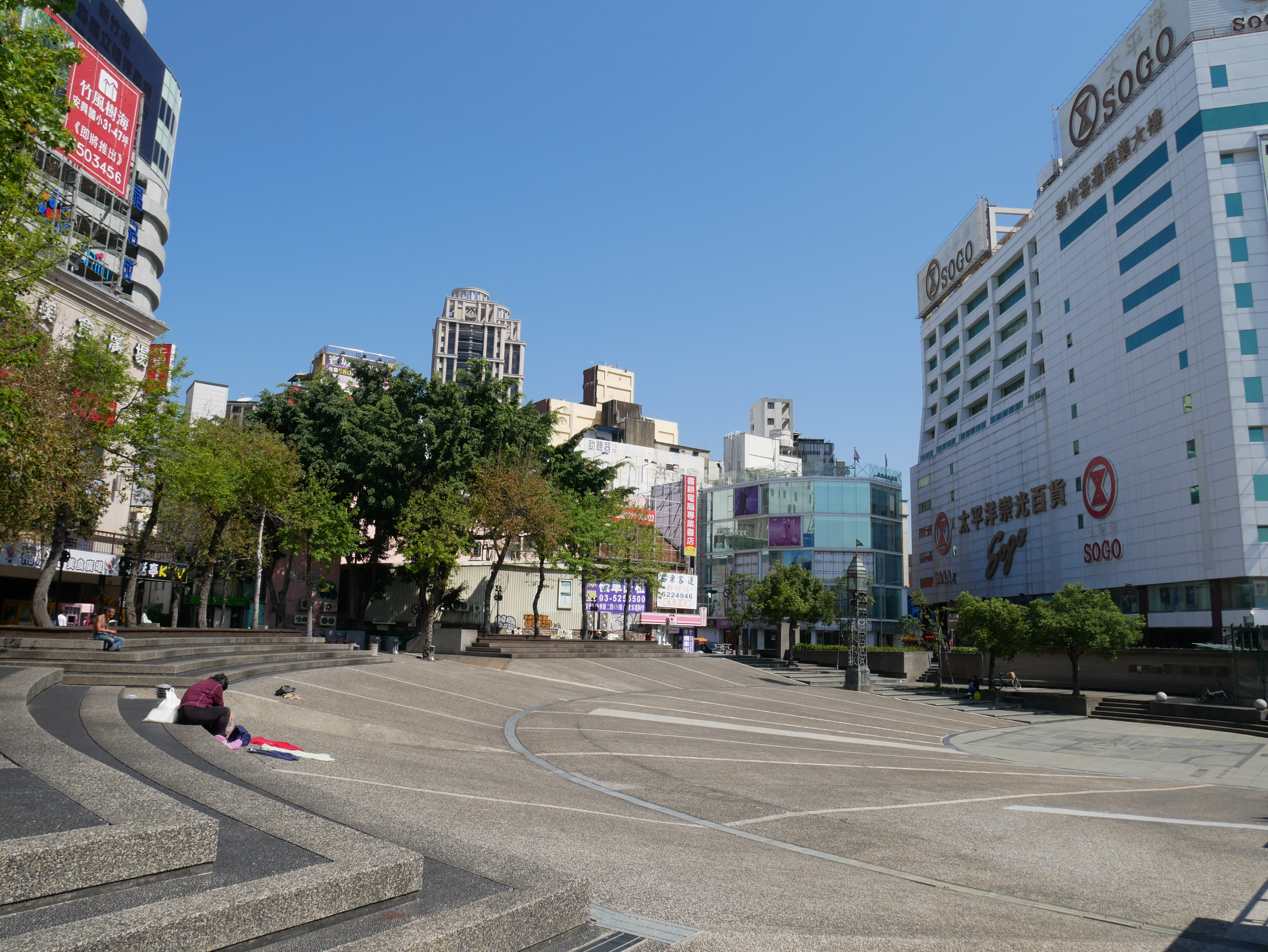

新竹火車站站前廣場，是連接新竹火車站與新竹市主要活動場所，也呼應車站巴洛克建築風格古蹟建物之歷史風貌。其廣場是為新竹火車站站前的空間而成，以中華路及中正路所圍塑，將原有的噴水池移除，並設計為淺碟式廣場，利用偏心圓設置方式，型塑活動表演廣場，這可使平日做為休憩廣場，週末假日則成為藝文表演廣場；另外也為對應火車站之鐵道風味，將在廣場週邊裝飾鐵路風格式的裝置，如鐵軌、枕木、道渣勾勒出廣場範圍，提供市民享受在鐵道上漫步的感覺。

## 外部連結
城市之門開新局   （页面存档备份，存于）